# ماچیکویس
ماچیکویس (به اسپانیایی: Machiques) یک منطقهٔ مسکونی در ونزوئلا است که در Machiques de Perijá واقع شده‌است. ماچیکویس ۱۲۲٬۷۳۴ نفر جمعیت دارد.